# 罗新书
罗新书（1932年—），男，山东潍坊人，中国园艺学家，曾任山东农业大学教授，第五、六、七、八届全国政协委员。